# Joseph Évezard
Joseph Évezard est un architecte français né en 1711 et mort le 17 juillet 1783 à Moulins (Allier).

## Biographie
Joseph Évezard est « architecte et entrepreneur des ouvrages de Sa Majesté ». Il a fait toute sa carrière à Moulins, mais on ne connaît ni son origine ni sa formation.
Il meurt le 17 juillet 1783 à l'hôpital général de Moulins et il est inhumé le lendemain au cimetière.
Son neveu François Évezard fait savoir, dans le Journal des Affiches et annonces du 16 floréal an XIII (6 mai 1805), qu'il « désire succéder à feu Joseph Évezard, son oncle, qui a été chargé des travaux les plus remarquables de cette ville, tels que ceux des fontaines, château d'eau et autres constructions ».

## Réalisations
- Plan d'alignement de la rue de l'Aumône et du cours Doujat[3], 1750.
- Reconstruction de la Maison Saulzay, à côté de l'hôtel de ville, en 1754.
- Château d'eau de Moulins, en 1759.
- Caserne pour un régiment de dragons et de cavalerie à Moulins, en 1770-1777[4]. Ce bâtiment, dit Quartier Villars, situé sur la rive gauche de l'Allier dans le quartier de la Madeleine, devenu facile d'accès grâce à la construction du pont Régemortes, a été classé aux monuments historiques en 1984[5]. Il est occupé aujourd'hui par le Centre national du costume et de la scène.
- Sacristie de la priorale de Souvigny, en 1773-1775[6].
- Hôtel Vic de Pontgibaud (appelé hôtel de Rougé au XXe siècle) à Moulins, en 1776.
- Plan du château de Moulins, en 1777[7],[8]
- Expertise de l'ancien collège des jésuites de Moulins, en 1780[9].